# Kryniczno (powiat trzebnicki)
Kryniczno (niem. Kapsdorf) – wieś w Polsce położona w województwie dolnośląskim, w powiecie trzebnickim, w gminie Wisznia Mała.

## Podział administracyjny
W latach 1975–1998 miejscowość należała administracyjnie do województwa wrocławskiego.

## Nazwa
W księdze łacińskiej Liber fundationis episcopatus Vratislaviensis (pol. Księga uposażeń biskupstwa wrocławskiego) spisanej za czasów biskupa Henryka z Wierzbna w latach 1295–1305 miejscowość wymieniona jest w zlatynizownej formie Cruczicz we fragmencie Cruczicz sive Capustdorf villa episcopali.

## Zabytki
Do wojewódzkiego rejestru zabytków wpisany jest:
- kościół rzymskokatolicki parafialny pw. św. Stanisława należący do dekanatu Trzebnica, gotycki i ceglany, zbudowany pod koniec XV w.; w latach 1913–1916 dobudowano do niego dwie kaplice boczne i prezbiterium w stylu neogotyckim. W XVIII wieku świątynia uzyskała barokowe wyposażenie wnętrza, zachowane w znacznym stopniu do dziś.